# Ashes Tour 1884
Die Ashes Tour 1884 war die Tour der australischen Cricket-Nationalmannschaft, die die 2. Austragung der Ashes beinhaltete, und wurde zwischen dem 10. Juli und 13. August 1884 ausgetragen. Die internationale Cricket-Tour war Teil der internationalen Cricket-Saison 1884 und umfasste drei Test-Matches. England gewann die Serie 1–0.

## Vorgeschichte
Für beide Mannschaften war es die erste Tour der Saison.
Das letzte Aufeinandertreffen der beiden Mannschaften bei einer Tour fand in der Saison 1882/83 in Australien statt.

## Stadien
Die folgenden Stadien wurden für die Tour als Austragungsort vorgesehen.
| Stadion                     | Stadt      | Kapazität | Spiele  |
| --------------------------- | ---------- | --------- | ------- |
| The Oval                    | London     | 23.500    | 3. Test |
| Lord’s Cricket Ground       | London     | 30.000    | 2. Test |
| Old Trafford Cricket Ground | Manchester | 19.000    | 1. Test |

## Kaderlisten
Die Mannschaften benannten die folgenden Kader.
| Test | Test |
| England | Australien |
| --- | --- |
| - Monkey Hornby (K) - Lord Harris (VK) - Dick Barlow - Billy Barnes - Stanley Christopherson - W. G. Grace - Bunny Lucas - Alfred Lyttelton - Tim O’Brien - Ted Peate - Dick Pilling - Walter Read - William Scotton - Arthur Shrewsbury - Allan Steel - George Ulyett | - Billy Murdoch (K) - George Alexander - Alec Bannerman - Jack Blackham - George Bonnor - Harry Boyle - William Cooper - George Giffen - Percy McDonnell - Billy Midwinter - Joey Palmer - Tup Scott - Frederick Spofforth |

## Tests

### Erster Test in Manchester
| 10. – 12. Juli Scorecard | Manchester | England 95 (63) & 180-9 (130) | – | Australien 182 (130) |
|                          |            | Remis                         |   |                      |

Am ersten tag konnte auf Grund von Regenfällen kein Spiel stattfinden. Am zweiten Tag gewann England den Münzwurf und entschied sich als Schlagmannschaft zu beginnen. Nachdem die Eröffnungs-Batter früh ausschieden konnte sich Arthur Shrewsbury etablieren und an seiner Seite Allan Steel 15 Runs erzielen. Shrewsburry schied nach 43 Runs aus und Bunny Lucas erzielte bis zum Ende des innings 15* Runs. Beste Bowler für Australien waren Harry Boyle mit 6 Wickets für 42 Runs und Frederick Spofforth mit 4 Wickets für 42 Runs. Für Australien konnten Eröffnungs-Batter Percy McDonnell und der dritte Schlagmann Billy Murdoch eine erste Partnerschaft aufbauen. McDonnell schied nach 36 Runs aus und wurde durch George Giffen ersetzt. Murdoch schied nach 28 Runs aus und Giffen kurz darauf nach 16 Runs. Daraufhin konnte sich Billy Midwinter etablieren, bevor der Tag beim Stand von 141/7 endete. Am dritten Tag schied Midwinter nach 37 Runs aus und von den verbliebenen Battern konnte Frederick Spofforth 13 und Joey Palmer 14* Runs erzielen und so den Vorsprung auf 87 Runs ausbauen. Beste englische Bowler waren George Ulyett mit 3 Wickets für 41 Runs und Ted Peate 3 Wickets für 62 Runs. In ihrem zweiten Innings konnten die englischen Eröffnungs-Batter W. G. Grace und Bunny Lucas eine erste partnerschaft aufbauen. Grace schied nach 31 Runs aus und Lucas nach 24. Eine nächste Partnerschaft bildeten Arthur Shrewsbury und Allan Steel, wobei Shrewsbury 25 Runs erreichte und Steel 18. Daraufhin bildete sich eine letzte Partnerschaft zwischen Dick Barlow und Tim O’Brien. O’Brien schied nach 20 Runs aus, während Barlow den Tag ungeschlagen mit 14* Runs beendete.

### Zweiter Test in London
| 21. – 23. Juli Scorecard | London (Lord’s) | Australien 229 (105.2) & 145 (94.1)          | – | England 379 (184.1) |
|                          |                 | England gewinnt mit einem Innings und 5 Runs |   |                     |

Australien gewann den Münzwurf und entschied sich als Schlagmannschaft zu beginnen. Als erster Spieler konnte sich George Giffen etablieren. An seiner Seite erzielte George Bonnor 25 Runs, bevor er zusammen mit Tup Scott eine Partnerschaft bildete. Giffen schied nach einem Half-Century über 63 Runs aus und Scott fand mit Harry Boyle einen weiteren Partner. Scott schied dann nach einem Fifty über 75 Runs aus, während Boyle das Innings mit 26* Runs beendete. Bester englischer Bowler war Ted Peate mit 6 Wickets für 85 Runs. Für England konnten Eröffnungs-Batter W. G. Grace und Bunny Lucas eine erste Partnerschaft aufbauen. Grace verlor nach 14 Runs sein Wicket und wurde durch Arthur Shrewsbury ersetzt. Lucas schied nach 28 Runs aus und wurde gefolgt durch George Ulyett. Als Shrewsbury nach 27 Runs ausschied, endete der Tag beim Stand von 90/3. Am zweiten Tag etablierte sich Allan Steel. Ulyett schied nach 32 Runs aus und an der Seite von Steel erzielten Dick Barlow 38 Runs und Alfred Lyttelton 31 Runs. Steel selbst verlor sein Wicket nach einem Century über 148 Runs. Das letzte Wicket verlor dann Stanley Christopherson nach 17 Runs und so kam es zu einem Vorsprung für England von 150 Runs. Bester australischer Bowler war Joey Palmer mit 6 Wickets für 111 Runs. Für Australien konnte sich dann Eröffnungs-Batter Alec Bannerman etablieren und an seiner Seite Percy McDonnell 20 und Bill Murdoch 17 Runs erreichen. Nachdem Bannermann nach 27 Runs sein Wicket verloren hatte, endete der Tag beim Stand von 73/4. Am dritten Tag etablierte sich Tup Scott und der beste Spieler an seiner Seite war Joey Palmer mit 13 Runs, jedoch gelang es ihm nicht die Vorgabe einzuholen und verblieb als sein letzter Partner ausschied bei 31* Runs. Bester Bowler für England war George Ulyett mit 7 Wickets für 36 Runs.

### Dritter Test in London
| 11. – 13. August Scorecard | London (Oval) | Australien 551 (311) | – | England 346 (198) & 85-2 (26) (f/o) |
|                            |               | Remis                |   |                                     |

Australien gewann den Münzwurf und entschied sich als Schlagmannschaft zu beginnen. Eröffnungs-Batter Percy McDonnell konnte zusammen mit Billy Murdoch eine erste Partnerschaft aufbauen. McDonnell schied nach einem Century über 103 Runs aus 168 Bällen aus und wurde durch Tup Scott ersetzt. Dieser beendete zusammen mit Murdoch den Tag beim Stand von 363/2. Am zweiten Tag schied Scott nach einem Century über 102 Runs aus 216 Bällen aus. An der Seite von Murdoch erreichte George Giffen dann 32 Runs, bevor Murdoch selbst nach einem Double-Century von 211 Runs aus 525 Bällen sein Wicket verlor. Von den verbliebenen Battern konnte Billy Midwinter 30 und Jack Blackham 31 Runs erzielen und damit ein Ergebnis von 551 Runs erzielen. Bester Bowler für England war Alfred Lyttelton mit 4 Wickets für 19 Runs. Für England konnte sich Eröffnungs-Batter William Scotton etablieren und an seiner Seite W. G. Grace und Billy Barnes jeweils 19 Runs erzielen, bevor der Tag beim Stand von 71/2 endete. Am dritten Tag erreichten an der Seite von Scotton unter anderem Allan Steel 31 und Lord Harris 14 Runs erzielen, bevor sich Walter Read als sein Partner etablierte. Zusammen erzielten sie eine Partnerschaft über 151 Runs, bevor Scotton nach einem Half-Century über 90 Runs ausschied und kurze Zeit später Read nach einem Century über 117 Runs aus 155 Bällen ebenfalls sein Wicket verlor. Damit endete das Innings mit einem Rückstand von 205 Runs und Australien forderte das Follow-on ein. Bester Australischer Bowler war Joey Palmer mit 4 Wickets für 90 Runs. Für England bildeten dann die Eröffnungs-Batter Dick Barlow und Alfred Lyttelton eine erste partnerschaft. Lyttelton schied nach 17 Runs aus und der ihm folgende Arthur Shrewsbury nach 37 Runs. Barlow beendete den Tag mit 21* Runs und das Spiel endete mit einem Remis. Die australischen Wickets wurden durch George Giffen und Harry Boyle erzielt.

## Statistiken
Die folgenden Cricketstatistiken wurden bei der Ashes-Serie erzielt:
| Tests               | Tests      | Tests   | Tests   | Tests   | Tests   | Tests   | Tests   | Tests   |
| Batting             | Batting    | Batting | Batting | Batting | Batting | Batting | Batting | Batting |
| Spieler             | Mannschaft | Spiele  | Innings | Runs    | Average | HS      | 100s    | 50s     |
| ------------------- | ---------- | ------- | ------- | ------- | ------- | ------- | ------- | ------- |
| Billy Murdoch       | Australien | 3       | 4       | 266     | 66,50   | 211     | 1       | 0       |
| Tup Scott           | Australien | 3       | 4       | 220     | 73,33   | 102     | 1       | 1       |
| Allan Steel         | England    | 3       | 4       | 212     | 53,00   | 148     | 1       | 0       |
| Percy McDonnell     | Australien | 3       | 4       | 159     | 39,75   | 103     | 1       | 0       |
| Arthur Shrewsbury   | England    | 3       | 5       | 142     | 28,40   | 43      | 0       | 0       |
| Bowling             |            |         |         |         |         |         |         |         |
| Spieler             | Mannschaft | Spiele  | Overs   | Wickets | Average | BBI     | 5W      | 10W     |
| Joey Palmer         | Australien | 3       | 173.0   | 14      | 18,57   | 6/111   | 1       | 0       |
| George Ulyett       | England    | 3       | 136.1   | 11      | 17,63   | 7/36    | 1       | 0       |
| Ted Peate           | England    | 3       | 168.0   | 11      | 25,45   | 6/85    | 1       | 0       |
| Frederick Spofforth | Australien | 3       | 192.1   | 10      | 30,10   | 4/42    | 0       | 0       |
| Harry Boyle         | Australien | 3       | 77.0    | 9       | 15,66   | 6/42    | 0       | 0       |